# La Cañada, Temoaya
La Cañada är en ort i kommunen Temoaya i delstaten Mexiko i Mexiko. Samhället hade 1 552 invånare vid folkräkningen 2020.